# Vachter Zsófia
Vachter Zsófia (Nyíregyháza, 1994. december 8. –) labdarúgó, középpályás. Jelenleg a Budapest Honvéd labdarúgója.

## Pályafutása
2003-ban a Sárospataki TC csapatában kezdte a labdarúgást. 2008 és 2012 között a Ferencvárosi TC játékosa volt. 2012 nyarán az FTC megvonta a névhasználati jogot a Belvárosi NLC-tól, így hivatalosan is a BNLC játékos lett. 2013 nyarán a Budapest Honvéd csapatához szerződött.